# 鶯巣駅
鶯巣駅（うぐすえき）は、長野県下伊那郡天龍村平岡にある、東海旅客鉄道（JR東海）飯田線の駅である。難読駅名の1つである。

## 歴史
- 1936年（昭和11年）12月30日：三信鉄道小和田 - 満島（現・平岡）間延伸時に鶯巣停留場として開設[1][2]。
- 1943年（昭和18年）8月1日：三信鉄道線が飯田線の一部として国有化、運輸通信省（後の日本国有鉄道）に移管[2][3]。同時に鶯巣駅に昇格[2]。
  - 当時は、東海道本線浜松 - 名古屋間の各駅や飯田線の各駅、中央本線上諏訪 - 塩尻間の各駅、松本駅を発着する旅客のみ利用出来た[2]。
- 1952年（昭和27年）12月2日：旅客取扱制限撤廃[2]。
- 1987年（昭和62年）4月1日：国鉄分割民営化に伴い、JR東海の駅となる[2][3]。

## 駅構造
単式ホーム1面1線を有する地上駅。飯田駅管理の無人駅で駅舎は無く、直接ホームに入る形となっている。

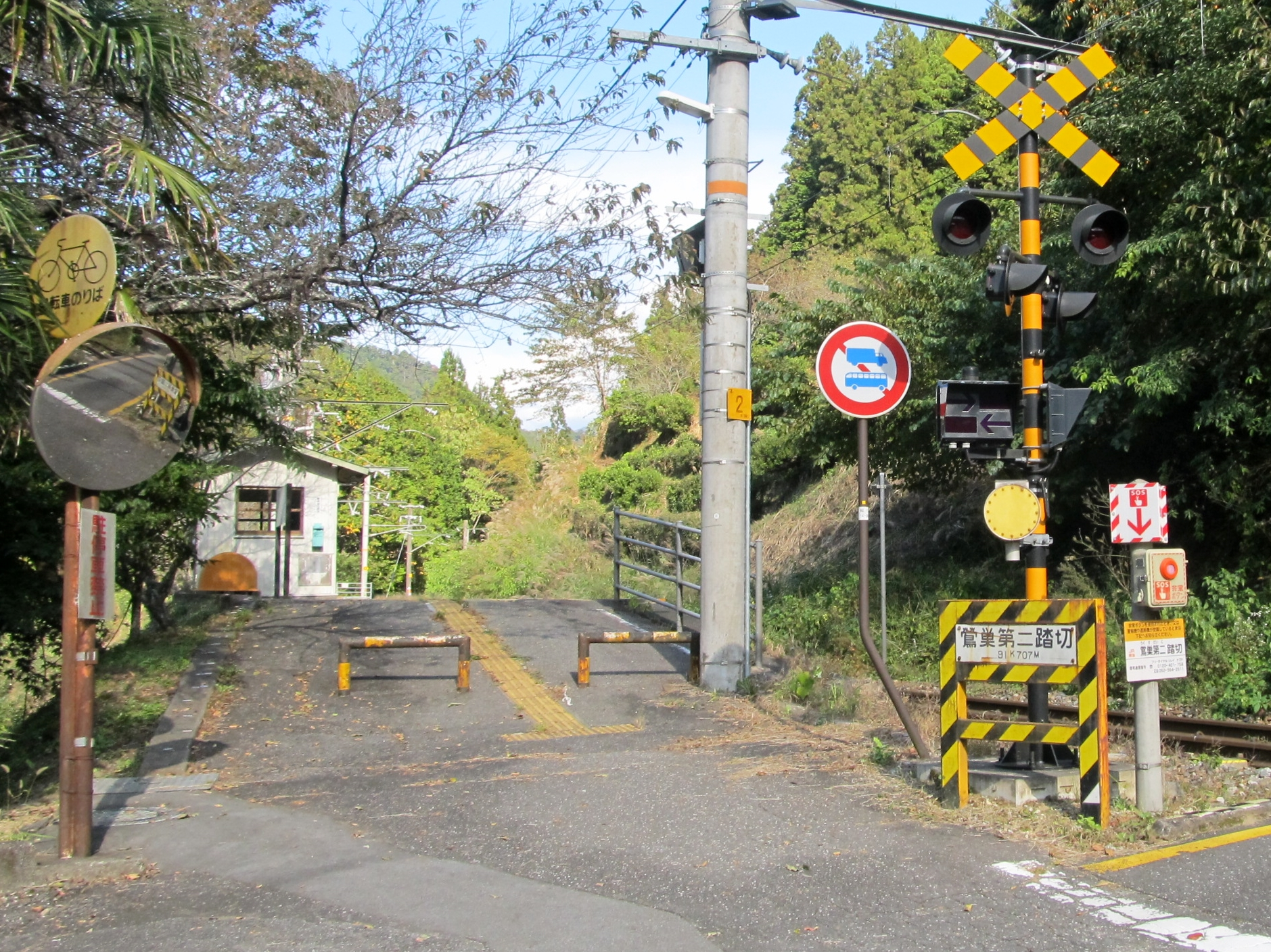
ホーム南側出入口（2022年10月）
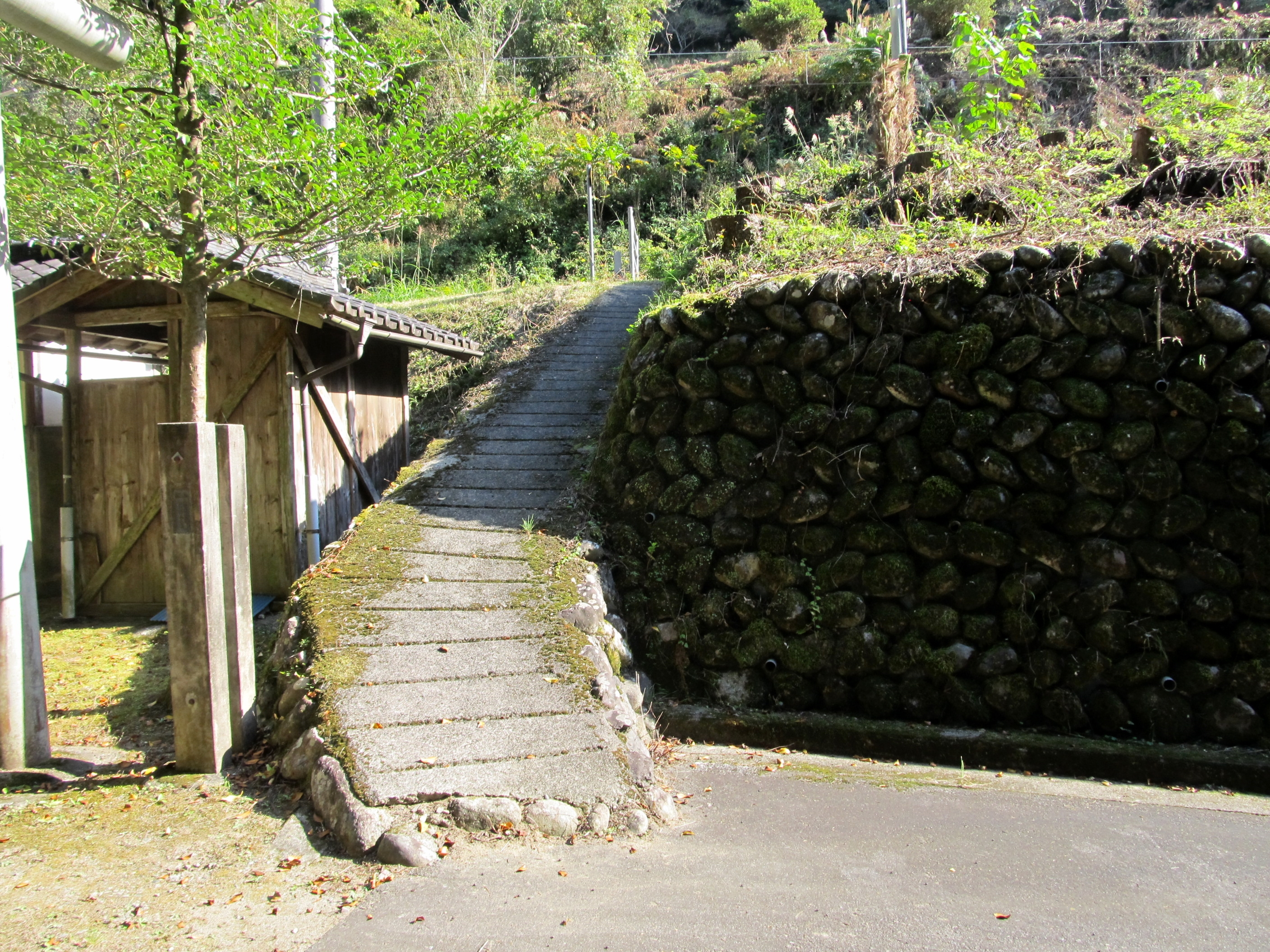
ホーム北側出入口（2022年10月）

## 利用状況
「長野県統計書」によると、1日平均乗車人員は以下の通り。
- 2007年度 - 3人[1]
- 2009年度 - 3人[1]
- 2010年度 - 2人
- 2011年度 - 3人
- 2012年度 - 6人
- 2013年度 - 5人
- 2014年度 - 4人
- 2015年度 - 2人
- 2016年度 - 3人[4]
- 2017年度 - 4人[5]
- 2018年度 - 3人[6]

## 駅周辺
- 天竜川
- 国道418号
- うぐす梅園[1]

## 隣の駅
東海旅客鉄道（JR東海）
CD 飯田線
■快速
通過
■普通
伊那小沢駅 - 鶯巣駅 - 平岡駅